# Feleki László (zongorista)
Feleki (Feleky) László (Budapest, 1912. március 29. – New York, 1971) magyar zeneszerző, zongoraművész, karmester. Állampolgársága magyar, 1946 után amerikai.

## Tanulmányok
- József nádor Műszaki és Gazdaságtudományi Egyetem Vegyészmérnöki Kara
- Thomán István zongoraművész volt zenei oktatója

## Élete
Csodagyerek zongoraművészként jelentkezett, Thomán István (1862-1940) zongoraművész, Bartók Béla egyik tanára foglalkozott vele. A középiskola után szülei kívánsága szerint vegyészmérnöki diplomát szerzett. 1935-től Lakner bácsi gyermekelőadásainak állandó zeneszerzője volt. Lakner bácsi lánya volt első felesége. Az OMIKE (Országos Magyar Közművelődési Egyesület) Művészakciója keretében mutatták be Békebeli béke című operettjét. (A mű szövege Harmath Imre munkája.)
1946-ban négy hónapos szerződést kapott egy jeles művésztársulat (Fellegi Teri, az operett bonviván Rákossy Tibor, valamint az Operaház két szólótáncosa, Patócs Kató és Tatár György) zongorakísérőjeként az USA-ba. A sikeres turné után Feleki László immár Leslie L. Feleky néven a New York-i Metropolitan Opera tőszomszédségéban lévő, sajátos profilú Chez Vito Night Club alkalmazta zenei vezetőként. A klub a következőképpen működött: az operaelőadás után a MET-ből vacsorára betérő művészek asztaluknál ülve elénekeltek egy-egy áriát, dalt, a vendégek tetszésnyilvánítása közben. A felszolgálás a rendkívüli produkció alatt szünetelt. Ez a maga nemében egyedülálló "intézmény" évtizedekig üzemelt.

## Család
- Szülei: Feleki Gyula és Kaszner Gizella.
- Házastársa: Lakner Lívia, az Egyesült Államokban Nelia Feleky.

## Forrás
- Harsányi László: Zsidó művészek a viharban 119. rész – BŐVÍTETT!! | Mazsihisz. mazsihisz.hu. (Hozzáférés: 2025. május 8.)